# شهرستان داته، فوکوشیما

شهرستان داته (انگلیسی: Date District, Fukushima) یکی از شهرستان‌های ژاپن است که در استان فوکوشیما در ژاپن واقع شده‌است.